# Estação Olivos
A Estação Olivos é uma das estações do Metrô da Cidade do México, situada na Cidade do México, entre a Estação Nopalera e a Estação Tezonco. Administrada pelo Sistema de Transporte Colectivo, faz parte da Linha 12.
Foi inaugurada em 30 de outubro de 2012. Localiza-se no cruzamento da Avenida Tláhuac com a Rua Olivos e a Rua Cocodrilo. Atende os bairros Granjas San Jerónimo e Ampliación Los Olivos, situados na demarcação territorial de Tláhuac. A estação registrou um movimento de 4.789.236 passageiros em 2016.
A estação recebeu esse nome por estar situada na Rua Olivos. A rua possui esse nome devido ao fato de, quando o México era colônia da Espanha, a região ser produtora de Azeite de Oliva.
Em suas imediações se localiza o Panteón Civil General de San Lorenzo Tezonco, um cemitério público que atende a localidade.

## História
A estação foi projetada para ser uma das estações que atenderia a Linha 12 do Metrô da Cidade do México. As obras se iniciaram em 23 de setembro de 2008 após vários adiamentos. Enfim, foi inaugurada em 30 de outubro de 2012 junto com as outras estações da Linha 12.
Porém, no dia 12 de março de 2014, a estação foi fechada devido a falhas estruturais no viaduto que conecta as estações elevadas da Linha 12. Foi reinaugurada no dia 29 de novembro de 2015, após mais de um ano e meio fora de serviço.